# Allium sibthorpianum
Allium sibthorpianum — вид трав'янистих рослин родини амарилісові (Amaryllidaceae), поширений у Туреччині.

## Опис
Цибулина довгаста, діаметром 0.7–1 см; зовнішні оболонки чорні, внутрішні — пурпурові та перетинчасті. Стебло 4.5–12 см. Листків 1–2; 0.5–1 мм завширшки, майже циліндричні, каналисті, коротші або приблизно завдовжки зі стебло. Зонтик діаметром 1.5–2 см, малоквітковий. Оцвітина короткодзвінчаста, сегменти відтінків рожево-пурпурового й пурпурового з більш темною серединною жилкою, довгасто-широко-кінцеві, 5–6 мм, гострі. Коробочка 5–6 мм.

## Поширення
Поширений у Туреччині.
Населяє розриви вапнякових скель, кам'янисті схили, щебінь, гірські пасовища, 700–2500 м